# NA Hussein Dey
Nasr Athlétique de Hussein Dey ist ein algerischer Fußballverein aus Hussein Dey, einem Stadtteil der Hauptstadt Algier.
Der 1947 gegründete Verein gewann 1967 die algerische Meisterschaft. Zudem gelang bei vier Finalteilnahmen ein Pokalsieg. 1978 stand man im Finale des afrikanischen Pokals der Pokalsieger.
Gespielt wird im Stadion Zioui vor bis zu 15.000 Zuschauern in gelb und rot.

## Erfolge

### National
- Algerische Meisterschaft
  - Sieger: 1967
  - Vizemeister: 1964, 1973, 1976, 1982, 1993

- Algerischer Pokal
  - Sieger: 1979
  - Finalist: 1968, 1977, 1982, 2016

- Meisterschaft der zweiten Liga Algeriens
  - Meister: 1991, 1996, 2002
  - Zweiter: 1998, 2011, 2014

### International
- Afrikanischer Pokal der Pokalsieger
  - Finalist: 1978
  - Halbfinalist: 1980

- CAF Confederation Cup
  - Gruppenphase: 2019

## Statistik in den CAF-Wettbewerben
| Wettbewerb                    | Runde                  | Gegner                    | Hinspiel | Rückspiel |  |
| ----------------------------- | ---------------------- | ------------------------- | -------- | --------- |  |
|                               |                        |                           |          |           |  |
| African Cup Winners’ Cup 1978 | 1. Runde               | Al Madina Tripolis        | 2:1 (H)  | 1:1 (A)   |  |
|                               | Viertelfinale          | Inter Club Brazzaville    | 3:0 (H)  | 2:1 (A)   |  |
|                               | Halbfinale             | Mufulira Wanderers        | 1:2 (A)  | 1:0 (H)   |  |
|                               | FINALE (24.11./10.12.) | Horoya AC                 | 1:3 (H)  | 1:2 (A)   |  |
| African Cup Winners’ Cup 1980 | 1. Runde               | ASC Ksar Nouakchott       | 7:0 (H)  | 0:1 (A)   |  |
|                               | 2. Runde               | Casa Sports Ziguinchor    | 1:1 (A)  | 2:0 (H)   |  |
|                               | Viertelfinale          | Eleven Wise Sekondi       | 1:1 (A)  | 4:1 (H)   |  |
|                               | Halbfinale             | Africa Sports             | 0:1 (A)  | 2:2 (H)   |  |
| African Cup Winners’ Cup 1994 | 1. Runde               | Djoliba AC                | 0:0 (A)  | 2:0 (H)   |  |
|                               | 2. Runde               | BCC Lions                 | 0:2 (A)  | 0:2 (H)   |  |
| CAF Confederation Cup 2006    | 1. Runde               | Séwé FC                   | 0:0 (A)  | 3:1 (H)   |  |
|                               | 2. Runde               | AS Douanes Dakar          | 2:0 (H)  | 1:1 (A)   |  |
|                               | Intermediate Runde     | FAR Rabat                 | 0:2 (A)  | 1:0 (H)   |  |
| CAF Confederation Cup 2018/19 | Qualifikation          | Diables Noirs             | 2:0 (H)  | 1:1 (A)   |  |
|                               | 1. Runde               | Green Eagles FC           | 0:0 (A)  | 2:1 (H)   |  |
|                               | 2. Runde               | al-Ahly Tripolis          | 0:1 (A)  | 3:1 (H)   |  |
|                               | Gruppe D               | Atlético Petróleos Luanda | 2:1 (H)  | 0:2 (A)   |  |
|                               | Gruppe D               | al Zamalek SC             | 1:1 (A)  | 0:0 (H)   |  |
|                               | Gruppe D               | Gor Mahia FC              | 0:2 (A)  | 1:0 (H)   |  |